# Anthurium corallinum
Anthurium corallinum är en kallaväxtart som beskrevs av Eduard Friedrich Poeppig. Anthurium corallinum ingår i släktet Anthurium och familjen kallaväxter. Inga underarter finns listade.